# イワン・レンドル
イワン・レンドル（Ivan Lendl, 1960年3月7日 - ）は、チェコスロバキア・オストラヴァ出身の元男子プロテニス選手、テニス指導者。右利き、バックハンド・ストロークは片手打ち。グランドスラム通算8勝の男子テニス歴代9位タイ記録、ATPツアーのシングルスでいずれも男子歴代3位のツアー94勝、シングルス1071勝などの大記録を持つ。
1980年代の男子テニス界に長らく王者として君臨し、ジミー・コナーズ、ビョルン・ボルグ、ジョン・マッケンローらと並び、男子テニスの歴史を通じて最も輝かしい黄金時代を築いた名選手のひとりである。
世界ランキング1位連続在位記録「157週」は当時歴代2位（現在歴代3位）。また世界ランキング通算在位記録「270週」は当時の歴代1位記録を樹立した。現在もジョコビッチ(379週)、フェデラー(310週)、サンプラス
(286週)に次ぐ歴代4位記録。
レンドルは現役時代から大のゴルフ好きであり（ただしゴルフだけは左打ち）、ミュシャの蒐集家としても知られる。

## 来歴

### プロ入りまで
両親ともにテニス選手だった彼は、母親の影響でテニスを始めた。両親はともに当時のチェコ・スロバキアのプロテニスプレーヤーとして活躍。2歳の時からネットのポストに縛り付けられて練習に付き合わされていた。ところが1968年、ソ連のチェコスロバキア侵攻、いわゆる「プラハの春」が彼の人生、そして後のアメリカ移住、帰化に際して大きな影響を与える。またその後に起こったマルチナ・ナブラチロワのアメリカ亡命も、彼のその後に大きく影響している。

### プロ入り～グランドスラム決勝の壁
1978年にプロ入りすると、1981年の全仏オープンで、21歳にして初めての4大大会決勝進出を果たした。この時レンドルは、大会4連覇を達成したビョルン・ボルグに 1-6, 6-4, 2-6, 6-3, 1-6 のフルセットで敗れた。その翌年、レンドルは、全米オープンでも決勝進出を果たしたがジミー・コナーズに敗れた。翌1983年、2月8日にレンドルは初めて世界ランキング1位になった。その年の全米では前年に続き、2年連続の決勝進出を果たしたが、またしてもコナーズに敗れた。その後、年末の全豪オープンでも決勝に進出したが、マッツ・ビランデルに敗れて、グランドスラム決勝は初進出から4連敗となった。そのため、この頃のレンドルには“万年準優勝”のイメージがあった。

### 4大大会初優勝から全盛期へ
1984年、全仏オープンでレンドルはついに宿願の4大大会初優勝を達成する。決勝では、この年絶好調で年初から連勝を続けていたジョン・マッケンローを3-6, 2-6, 6-4, 7-5, 7-5 と2セット・ダウン（先に相手に2セットを取られた状態）からの大逆転で破り、マッケンローの年初からの連勝記録を42で止めた。また、マッケンローはこの年わずか3敗しかしなかったが、そのうちの最初の1敗をレンドルがつけたことになる。しかし3年連続の決勝進出を果たした同年の全米オープンではマッケンローに完敗しており、3年連続の準優勝に終わった。翌1985年は、連覇を狙った全仏オープンこそ決勝でビランデルに敗れ準優勝に終わったが、全米オープンでは決勝でマッケンローを破って前年の雪辱を果たすと同時に、4年連続の決勝進出でようやく全米オープン初優勝を果たした。
1986年は全仏オープンで3年連続の決勝進出を果たし、決勝でミカエル・ペルンフォルスを破り2年ぶり2度目の優勝を果たした。この年はウィンブルドンでも初の決勝進出を果たしたが、当時18歳のボリス・ベッカーに完敗し、連覇を許している。全米では5年連続の決勝進出。ミロスラフ・メチージュを下して連覇を果たした。この年は大会開催時期の変更の過渡期であった全豪が開催されなかったため、レンドルは変則的ながらも年間グランドスラム全大会決勝進出を果たした。
翌1987年も全仏と全米で優勝。いずれも決勝でビランデルを下しての栄冠であった。ウィンブルドンでも2年連続の決勝進出を果たしたが、オーストラリアのパット・キャッシュに敗れて、2年連続の準優勝に終わった。キャッシュにはこの年から開催が1月に戻った全豪でも準決勝で敗れている。
このときは、レンドルにとってウィンブルドン優勝の最大のチャンスと呼ばれていたが、悲願はかなわなかった。その後も、全仏を欠場してまでウィンブルドンに照準を合わせる、当時自分専用の芝生コートを作るなどの努力をしたものの、4大大会のうちウィンブルドンのタイトルを手にすることはできなかった。
なお、レンドルは1985年の全米から1988年の全豪まで10大会連続（※1985年の全豪は12月開催であるため、9大会連続ではなく10大会連続となる）でのグランドスラム準決勝進出を果たしている。これは現在ではフェデラーに次ぐ歴代2位の大記録である。
また、1985年～1987年にかけてザ・マスターズ  現:ATPワールドツアー・ファイナルにおいて3連覇を達成している。

### 世界ランク1位連続在位記録ストップ～引退
この年の年初の全豪ではまたしても準決勝でキャッシュに敗れた。これで2年続けて全豪準決勝でキャッシュに敗れたことになり、レンドルがキャッシュを苦手にしているかのように見えるが、キャッシュにはこの2敗に前年ウィンブルドン決勝を加えた3度しか負けていない。その後、全米では実に7年連続となる決勝進出を果たしたが、ビランデルに「4時間55分」の激闘の末に 4-6, 6-4, 3-6, 7-5, 4-6 のフルセットで敗れ、大会4連覇を逃した。この結果、ビランデルは年間グランドスラム3冠を達成すると同時にレンドルが1985年から「157週」連続で保持していた世界ランキング1位の座を奪った。
この記録は、当時の連続在位記録歴代1位(現在は歴代2位)であるコナーズの160週にあと3週にまで迫っていたが、それを抜くことはかなわなかった。
1989年、年初の全豪オープンでついに宿願の初優勝を達成。決勝では前年のソウル五輪で優勝を飾ったミロスラフ・メチージュを破った。全米オープンでも8年連続の決勝進出を果たしたが、ボリス・ベッカーに敗れた。翌1990年の全豪オープンでは決勝でステファン・エドベリを下し2連覇。しかし、全米オープンでは、準々決勝で当時19歳のピート・サンプラスに敗れ、連続決勝進出記録は8で止まった。ちなみに、当時まだ伸び盛りだったサンプラスを、レンドルは直前の練習パートナーとして自宅のテニスコートに招待していたという。1991年は全豪オープンで3年連続の決勝進出を果たすが、ボリス・ベッカーに敗れて大会3連覇を逃した。これがレンドルの最後の4大大会決勝戦となる。キャリア通算で男子歴代2位(当時歴代1位)の「19度」の進出となり、「8勝11敗」で終わった。
キャリアが晩年に入ってから、レンドルは1992年7月にアメリカ市民権の取得を認められた。
この頃から徐々に成績が下降していき、1993年にはウィンブルドン(2回戦敗退)を除くグランドスラム3大会で久々の初戦敗退を喫し、合計1勝しかできなかった。その後1994年の全米オープンを最後に腰痛の悪化のため、34歳で現役を引退した。

### 引退後
2001年に国際テニス殿堂入りを果たしている。
レンドルは、引退後はほとんど公の場に出て来ることはなかったが、2010年にシニアツアーでの復帰を表明。
その後、2012年1月1日よりアンディ・マリーのコーチに就任し、自身と同じくグランドスラム決勝で初進出から4連敗(※マレーの4連敗目はレンドルのコーチ就任後の2012年ウィンブルドン)していたマレーを念願のグランドスラム初優勝(2012年全米)、ウィンブルドン初優勝(2013年)に導くなど、その手腕を大きく発揮した。

## プレースタイル
重いトップスピン（順回転）のグラウンド・ストロークを武器にしたベースライン・プレーヤー。レンドルのテニスは、サーブ、フォアハンド、バックハンドのいずれもが1980年代トップレベルのもので、同時に「機械」と言われるほどの安定感も兼ね備えていた。サーブは、しなやかなフォームと高く上げられたトスが特徴的で、スピードは「ビッグサーバー」といわれるボリス・ベッカーなどと同じくらい速く、エースも多かった。フォアハンドは、非常に打点が高いトップスピン・ボールで、威力・コントロールともに抜群で穴という穴がなかった。それはバックハンドも同様で、片手打ちとしては異例の強打を誇っていた。このように、威力、安定感ともに屈指のレベルのストローク力は、1980年代最高のものであると評価されている。ストロークを優位に進める上の必要条件ともいえるフットワークの良さも持っていた。それらのショットと比較すると、ネットプレーだけはやや不得手であり、それがウィンブルドンを獲得できなかった理由であるとも言われている。また、グランドスラム決勝での勝率の悪さ（8勝11敗＝42％）から、メンタル面の弱さもよく指摘されている。
レンドルは、その全盛期を前後して前半はジミー・コナーズ、ビョルン・ボルグ、ジョン・マッケンローといった偉大な先輩たちと、後半はマッツ・ビランデル、ボリス・ベッカー、ステファン・エドベリ、アンドレ・アガシなど、後に世界ランキング1位になった後輩と覇権を繰り広げ続けてきた。テニスがスピード化した1980年代から、ビッグサーブを主体としたオールラウンドな時代となる1990年代への流れを象徴する選手として、テニス史に残る名選手である。全盛期の成績の安定感は群を抜いており、特に1985年～1987年までの3年連続で年間勝率90％を達成しているほか、この3年間に開催されたグランドスラム11大会のうち8大会で決勝に進んでいる。しかし先述した4大大会決勝での敗戦の多さや、あくまでも勝利を追及する冷静沈着なプレースタイルなどでイメージを悪くしていることも多く、やや不運であったともいえる。
クールな表情で試合に臨む姿勢から愛想がよくないとされていたレンドルだが、コネチカットの自宅近くで道を横切ったリスをよけて車をぶつけるなど
実際には心やさしい面を持つ。
現在はシニアツアーやエキシビションマッチ等に出場したりもしているが、現役時代のクールさも健在だが試合中に戯けたり独自のジョークを飛ばしたりして観客を笑わせている。
また、グリップの滑り止めとして大量のオガクズを右ポケットに入れ使用していたため、チェンジエンドのたびにボールボーイが床を掃除していた光景が有名である。

## 記録
※オープン化以降
グランドスラム11年連続決勝進出
ピート・サンプラスに並ぶタイ記録
全米オープン連続決勝進出「8連続」
1982–1989
全米オープン最多決勝進出「8回」
ピート・サンプラスとタイ記録
全米オープン連続セット獲得「26連続」
1985–1986
年間最終戦決勝進出数「12」
ジョン・マッケンローとタイ記録。
年間最終戦試合勝利数「50」
カーペットコート試合連続勝利「66」
1981–1983　ジョン・マッケンローとタイ記録。
連続決勝進出記録「18」
1981–1983
連続タイトル獲得「8」
1981–1982　ジョン・マッケンローとタイ記録。
5年間の勝率90％以上(417–36)
1982–1989

## 4大大会優勝
- 全豪オープン：2勝（1989年＆1990年） ［準優勝2度：1983年、1991年］
- 全仏オープン：3勝（1984年、1986年、1987年） ［準優勝2度：1981年、1985年］
- 全米オープン：3勝（1985年-1987年） ［大会3連覇、1982-1989年の8年連続決勝進出］

（ウィンブルドン準優勝2度：1986年、1987年）
| 年     | 大会         | 対戦相手                 | 試合結果                |
| ------ | ------------ | ------------------------ | ----------------------- |
| 1984年 | 全仏オープン | ジョン・マッケンロー     | 3-6, 2-6, 6-4, 7-5, 7-5 |
| 1985年 | 全米オープン | ジョン・マッケンロー     | 7-6, 6-3, 6-4           |
| 1986年 | 全仏オープン | ミカエル・ペルンフォルス | 6-3, 6-2, 6-4           |
| 1986年 | 全米オープン | ミロスラフ・メチージュ   | 6-4, 6-2, 6-0           |
| 1987年 | 全仏オープン | マッツ・ビランデル       | 7-5, 6-2, 3-6, 7-6      |
| 1987年 | 全米オープン | マッツ・ビランデル       | 6-7, 6-0, 7-6, 6-4      |
| 1989年 | 全豪オープン | ミロスラフ・メチージュ   | 6-2, 6-2, 6-2           |
| 1990年 | 全豪オープン | ステファン・エドベリ     | 4-6, 7-6, 5-2 （棄権）  |

## シングルス成績
略語の説明
| W | F | SF | QF | #R | RR | Q# | LQ | A | Z# | PO | G | S | B | NMS | P | NH |

W=優勝, F=準優勝, SF=ベスト4, QF=ベスト8, #R=#回戦敗退, RR=ラウンドロビン敗退, Q#=予選#回戦敗退, LQ=予選敗退, A=大会不参加, Z#=デビスカップ/BJKカップ地域ゾーン, PO=デビスカップ/BJKカッププレーオフ, G=オリンピック金メダル, S=オリンピック銀メダル, B=オリンピック銅メダル, NMS=マスターズシリーズから降格, P=開催延期, NH=開催なし.
| 大会                                          | 1978                        | 1979                        | 1980                        | 1981                        | 1982                        | 1983                        | 1984                        | 1985                        | 1986                        | 1987                        | 1988                        | 1989                        | 1990        | 1991        | 1992        | 1993        | 1994        | SR     | 通算成績 |
| --------------------------------------------- | --------------------------- | --------------------------- | --------------------------- | --------------------------- | --------------------------- | --------------------------- | --------------------------- | --------------------------- | --------------------------- | --------------------------- | --------------------------- | --------------------------- | ----------- | ----------- | ----------- | ----------- | ----------- | ------ | -------- |
| 全豪オープン                                  | A                           | A                           | 2R                          | A                           | A                           | F                           | 4R                          | SF                          | -                           | SF                          | SF                          | W                           | W           | F           | QF          | 1R          | 4R          | 2 / 12 | 48-10    |
| 全仏オープン                                  | 1R                          | 4R                          | 3R                          | F                           | 4R                          | QF                          | W                           | F                           | W                           | W                           | QF                          | 4R                          | A           | A           | 2R          | 1R          | 1R          | 3 / 15 | 53-12    |
| ウィンブルドン                                | A                           | 1R                          | 3R                          | 1R                          | A                           | SF                          | SF                          | 4R                          | F                           | F                           | SF                          | SF                          | SF          | 3R          | 4R          | 2R          | A           | 0 / 14 | 48-14    |
| 全米オープン                                  | A                           | 2R                          | QF                          | 4R                          | F                           | F                           | F                           | W                           | W                           | W                           | F                           | F                           | QF          | SF          | QF          | 1R          | 2R          | 3 / 16 | 73-13    |
| Win–Loss                                      | 0–1                         | 4–3                         | 9–4                         | 9–3                         | 9–2                         | 20–4                        | 20–3                        | 20–3                        | 20–1                        | 24–2                        | 20–4                        | 21–3                        | 16–2        | 13–3        | 12–4        | 1–4         | 4–3         | 8 / 57 | 222–49   |
| 年間最終戦                                    |                             |                             |                             |                             |                             |                             |                             |                             |                             |                             |                             |                             |             |             |             |             |             |        |          |
| Masters Grand Prix                            |                             |                             | F                           | W                           | W                           | F                           | F                           | W                           | W                           | W                           | F                           | SF                          | SF          | SF          |             |             |             | 5 / 12 | 39–10    |
| WCT Finals                                    |                             |                             | SF                          |                             | W                           | F                           |                             | W                           |                             |                             |                             | SF                          |             |             |             |             |             | 2 / 5  | 10-3     |
| Grand Prix Super Series / Super 9 tournaments |                             |                             |                             |                             |                             |                             |                             |                             |                             |                             |                             |                             |             |             |             |             |             |        |          |
| フィラデルフィア                              | A                           | A                           | A                           | A                           | A                           | F                           | F                           | A                           | W                           | Not GPSS                    | Not GPSS                    | Not GPSS                    | Not Super 9 | Not Super 9 | Not Super 9 | Not Super 9 | Not Super 9 | 1 / 3  | 12–2     |
| Key Biscayne                                  | Not GPSS                    | Not GPSS                    | Not GPSS                    | Not GPSS                    | Not GPSS                    | Not GPSS                    | Not GPSS                    | Not GPSS                    | W                           | F                           | A                           | W                           | 4R          | A           | A           | A           | 2R          | 2 / 5  | 24–4     |
| ラスベガス                                    | A                           | A                           | SF                          | W                           | Not Grand Prix Super Series | Not Grand Prix Super Series | Not Grand Prix Super Series | Not Grand Prix Super Series | Not Grand Prix Super Series | Not Grand Prix Super Series | Not Grand Prix Super Series | Not Grand Prix Super Series | Not Super 9 | Not Super 9 | Not Super 9 | Not Super 9 | Not Super 9 | 1 / 2  | 8–1      |
| フォレストヒルズ                              | Not GPSS                    | Not GPSS                    | Not GPSS                    | Not GPSS                    | W                           | F                           | 3R                          | W                           | Not GPSS                    | Not GPSS                    | Not GPSS                    | Not GPSS                    | Not Super 9 | Not Super 9 | Not Super 9 | Not Super 9 | Not Super 9 | 2 / 4  | 17–2     |
| モンテカルロ                                  | A                           | 1R                          | 2R                          | A                           | F                           | 1R                          | QF                          | W                           | A                           | A                           | W                           | A                           | A           | A           | A           | 3R          | A           | 2 / 8  | 18–6     |
| ハンブルグ                                    | A                           | A                           | SF                          | A                           | A                           | 3R                          | A                           | A                           | A                           | W                           | A                           | W                           | A           | 2R          | 2R          | QF          | 1R          | 2 / 8  | 17–6     |
| ローマ                                        | A                           | 3R                          | QF                          | SF                          | A                           | A                           | A                           | A                           | W                           | 3R                          | W                           | A                           | A           | A           | 2R          | 1R          | A           | 2 / 8  | 24–6     |
| カナダ                                        | A                           | SF                          | W                           | W                           | F                           | W                           | 2R                          | F                           | 3R                          | W                           | W                           | W                           | A           | SF          | F           | QF          | 3R          | 6 / 15 | 57–9     |
| シンシナティ                                  | NGPSS                       | NGPSS                       | NGPSS                       | A                           | W                           | SF                          | A                           | A                           | A                           | A                           | A                           | A                           | A           | 3R          | F           | 2R          | 2R          | 1 / 6  | 14–5     |
| ストックホルム                                | 2R                          | A                           | A                           | NGPSS                       | NGPSS                       | NGPSS                       | A                           | A                           | A                           | A                           | A                           | W                           | A           | 3R          | A           | A           | A           | 1 / 3  | 7–2      |
| 東京                                          | A                           | 2R                          | QF                          | A                           | A                           | W                           | F                           | W                           | SF                          | F                           | A                           | NGP                         | Not Super 9 | Not Super 9 | Not Super 9 | Not Super 9 | Not Super 9 | 2 / 7  | 24–5     |
| パリ                                          | Not Grand Prix Super Series | Not Grand Prix Super Series | Not Grand Prix Super Series | Not Grand Prix Super Series | Not Grand Prix Super Series | Not Grand Prix Super Series | Not Grand Prix Super Series | Not Grand Prix Super Series | Not Grand Prix Super Series | Not Grand Prix Super Series | Not Grand Prix Super Series | A                           | 3R          | A           | A           | 1R          | A           | 0 / 2  | 1–2      |

※: 1980年の全豪は64ドロー、1983年～1985年・1987年の全豪は96ドロー(いずれも1回戦Byeでの出場)である。

## 脚註
1. ↑  テニス＝四大大会8勝のレンドル氏、マリーのコーチに ロイター・ジャパン 2012年1月1日閲覧